# Nokia 2.2
Nokia 2.2 — смартфон  початкового рівня, розроблений компанією HMD Global під брендом Nokia. Був представлений 6 червня 2019 року.

## Дизайн
Екран виконаний зі скла Corning Gorilla Glass 3. Корпус виконаний з глянцевого пластику.
Знизу розміщені роз'єм microUSB та мікрофон. Зверху розташований 3.5 мм аудіороз'єм. З лівого боку розміщена кнопка виклику Google Асистента. З правого боку розміщені кнопки регулювання гучності та кнопка блокування смартфона. На задній панелі розміщені блок основної камери з LED-спалахом та другий динамік. Під знімною задньою панеллю розташовані слоти під 2 SIM-картки і карту пам'яті формату microSD до 400 ГБ.
В Україні Nokia 2.2 продавався в кольорах Чорний вольфрам та Сталь (сірий). Також як у Nokia 1 у Nokia 2.2 можна змінювати панелі Xpress-on на дані панелі іншого кольору.

## Технічні характеристики

### Платформа
Смартфон отримав процесор MediaTek Helio A22 та графічний процесор PowerVR GE8320.

### Батарея
Смартфон отримав батарею об'ємом 3000 мА·год. Також є можливість її заміни.

### Камера
Смартфон отримав основну камеру 13 Мп, f/2.2 з автофокусом та здатністю запису відео в роздільній здатності 1080p@30fps. Фронтальна камера отримала роздільність 5 Мп та здатність запису в роздільній здатності 1080p@30fps.

### Екран
Екран IPS LCD, 5.71", HD+ (1520 × 720) зі співвідношенням сторін 19:9, щільністю пікселів 267 ppi та краплеподібним вирізом під фронтальну камеру.

### Пам'ять
Смартфон продавався в комплектаціях 2/16 та 3/32 ГБ. В Україні смартфон продавався лише у версії 2/16 ГБ.

### Програмне забезпечення
Nokia 2.2 входить до програми Android One, тож він отримав «чистий» Android 9 Pie. 17 березня 2020 року був оновлений до Android 10, а 13 квітня 2021 року до Android 11.